# Beiträge zur politischen Wissenschaft
Beiträge zur politischen Wissenschaft (BPW) sind eine Schriftenreihe des Verlags Duncker & Humblot.
Die Schriftenreihe wurde im Januar 1967 mit dem Band und der Habilitationsschrift Möglichkeiten und Grenzen begrifflicher Klarheit in der Staatsformenlehre des Staatsrechtlers Erich Küchenhoff gestartet. Im Jahr 2022 erschien der von Soraya Nour Sckell und Damien Ehrhardt herausgegebene Band 200 der Schriftenreihe.
Die eigenständigen Bücher der Schriftenreihe haben meist gut hundert bis mehrere hundert Seiten Umfang. Die Bücher werden auch als E-Books angeboten. Das Buchformat ist 233 mm × 157 mm. Die bände können Habilitationsschriften, Dissertationsschriften oder auch andere Monografien von einem oder mehreren Autoren sein. Sie befassen ich mit politikwissenschaftlichen Themen. Die Reihe erscheint unregelmäßig.